# 1998 FS144
1998 FS144, também escrito como 1998 FS144, é um objeto transnetuniano (TNO) que está localizado no cinturão de Kuiper, uma região do Sistema Solar. Este corpo celeste é classificado como um cubewano. Ele possui uma magnitude absoluta (H) de 6,7 e, tem um diâmetro estimado com cerca de 201 km, por isso é pouco provável que possa ser classificado como um planeta anão, devido ao seu tamanho relativamente pequeno.

## Descoberta
1998 FS144 foi descoberto no dia 23 de março de 1998 pela Northfield Mount Hermon School.

## Órbita
A órbita de 1998 FS144 tem uma excentricidade de 0.023 e possui um semieixo maior de 41.853 UA. O seu periélio leva o mesmo a uma distância de 40.896 UA em relação ao Sol e seu afélio a 42.810.